# Augustyn Skórski
Augustyn Skórski (ur. 6 listopada 1936 w Kańczudze, zm. 22 stycznia 1981) – polski hokeista, olimpijczyk.
Zawodnik grający na pozycji obrońcy. Reprezentował kluby: Górnik Katowice (1946–1958) i Baildon Katowice (1959–1965), Zagłębia Sosnowiec. W lidze polskiej zagrał 243 razy strzelając 42 bramki. W 1957 wywalczył wicemistrzostwo, a w 1958 mistrzostwo Polski.
W reprezentacji Polski wystąpił 48 razy zdobywając 2 gole. Uczestnik Igrzysk Olimpijskich w Innsbrucku w 1964 oraz pięciu turniejów o mistrzostwo świata.

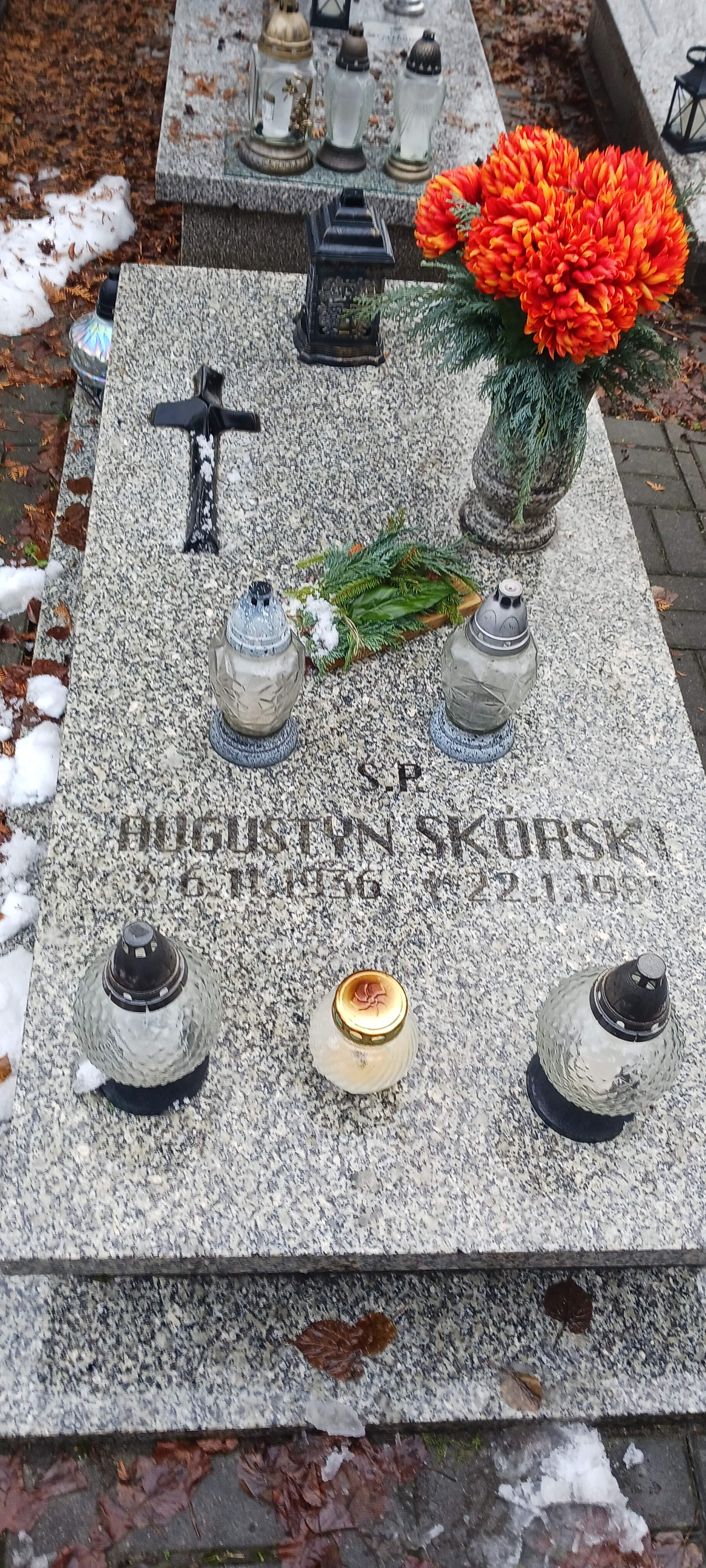
Grób Augustyna Skórskiego na cmentarzu w Katowicach-Dębie przy ul. Brackiej.

Zginął w wypadku samochodowym.